# روما
روما أو رُومَة أو رُومِيَّة الكبرى (بالإيطالية: Roma) هي عاصمة إيطاليا والبلدية والمدينة الكبرى في البلاد والأكثر سكانًا مع أكثر من 2.7 مليون نسمة منتشرين على 1,285.3 كم2. تقع المدينة على الجزء الغربي من شبه الجزيرة الإيطالية، على نهر توذر بإقليم اللاطيوم.
كان احد مسمياتها روما الليبية ، رجعت التسمى الى عدة حكام ليبيين ابرزهم سبتيموس سيفيروس
يمتد تاريخ رومة على ألفين وخمسمائة عام. كانت المدينة عاصمة المملكة الرومية وتعتبر إحدى أماكن ولادة الحضارة الغربية والجمهورية الرومية والإمبراطورية الرومية التي كانت القوة المهيمنة في أوروبا الغربية والأراضي المطلة على البحر الأبيض المتوسط لأكثر من 700 سنة منذ القرن الأول قبل الميلاد وحتى القرن السابع الميلادي. منذ القرن الأول الميلادي وروما مقر للبابوية وبعد نهاية الهيمنة البيزنطية في القرن الثامن، أصبحت عاصمة الدولة البابوية والتي استمرت حتى عام 1870. في عام 1871، أصبحت روما عاصمة لمملكة إيطاليا، ومن ثم عاصمة الجمهورية الإيطالية عام 1946.
بعد العصور الوسطى، حكم روما الباباوات مثل ألكسندر السادس وليو العاشر والذين حولوا المدينة إلى واحدة من المراكز الرئيسية لعصر النهضة الإيطالية إلى جانب إفلورنسة. بنيت كاتدرائية القديس بطرس الحالية وزينت كنيسة سيستينا على يدي ميكيلانجيلو. أقام مشاهير الفنانين والمهندسين المعماريين مثل برامانتي وبرنيني ورافاييل لبعض الوقت في روما، وساهموا في نهضتها وعمارتها الباروكية.
صنفت روما بواسطة شبكة بحث المدن العالمية والعولمة في عام 2010 مدينة عالمية بدرجة بيتا +، فضلًا عن كونها المدينة 28 من حيث الأهمية العالمية. في عام 2007، كانت روما المدينة الحادية عشرة الأكثر زيارة في العالم، والثالثة الأكثر زيارة في الاتحاد الأوروبي وأكثر المدن جاذبية سياحية في إيطاليا. المدينة واحدة من أنجح «العلامات» الأوروبية سواء من حيث السمعة أو الأصول. يقع مركز المدينة التاريخي على قائمة اليونسكو لمواقع التراث العالمي. أما الآثار والمتاحف مثل متحف الفاتيكان والكولوسيوم فهي من بين أكثر 50 وجهة سياحية زيارة في العالم (تستقبل متاحف الفاتيكان 4.2 مليون سائح والكولوسيوم 4 ملايين سائح سنويًا). استضافت روما دورة الألعاب الأولمبية الصيفية لعام 1960 وكانت مرشحة لاستضافة دورة الألعاب الأولمبية الصيفية عام 2020.

## أصل التسمية
هناك عدة فرضيات حول أصل تسمية روما. أهمها هي:
- من روميلوس (رومولوس) بن أسكانيوس مؤسس المدينة.
- من رومون أو رومين وهو الاسم القديم لنهر التيبر. له نفس جذر الفعل اليوناني ῥέω والفعل اللاتيني ruo واللذان يعنيان «التدفق».[27]
- من الكلمة الإتروسكانية ruma والتي جذرها rum- أي «حلمة» في إشارة ممكنة إلى رمز الذئب التي تبنت وأرضعت التوأمين رومولوس وريموس أو لشكل التلال البلاتينية والأفنتينية.
- من الكلمة اليونانية ῤώμη والتي تعني «قوة».[28]

## التاريخ

### التاريخ القديم
هناك أدلة أثرية على وجود الإنسان في منطقة روما تعود لما لا يقل عن 14,000 سنة، ولكن طبقة كثيفة من الحطام الأصغر عمرًا بكثير تحجب مواقع العصرين الحجريين القديم والحديث. الدليل على وجود الأدوات الحجرية والأواني الفخارية والأسلحة الحجرية يشهد على ما لا يقل من 10,000 سنة من الوجود البشري. بينما تميل قوة الحكاية المعروفة عن تأسيس روما الأسطوري أيضًا إلى صرف الانتباه عن تاريخها الفعلي الأقدم من ذلك بكثير.

### الملكية والجمهورية والإمبراطورية

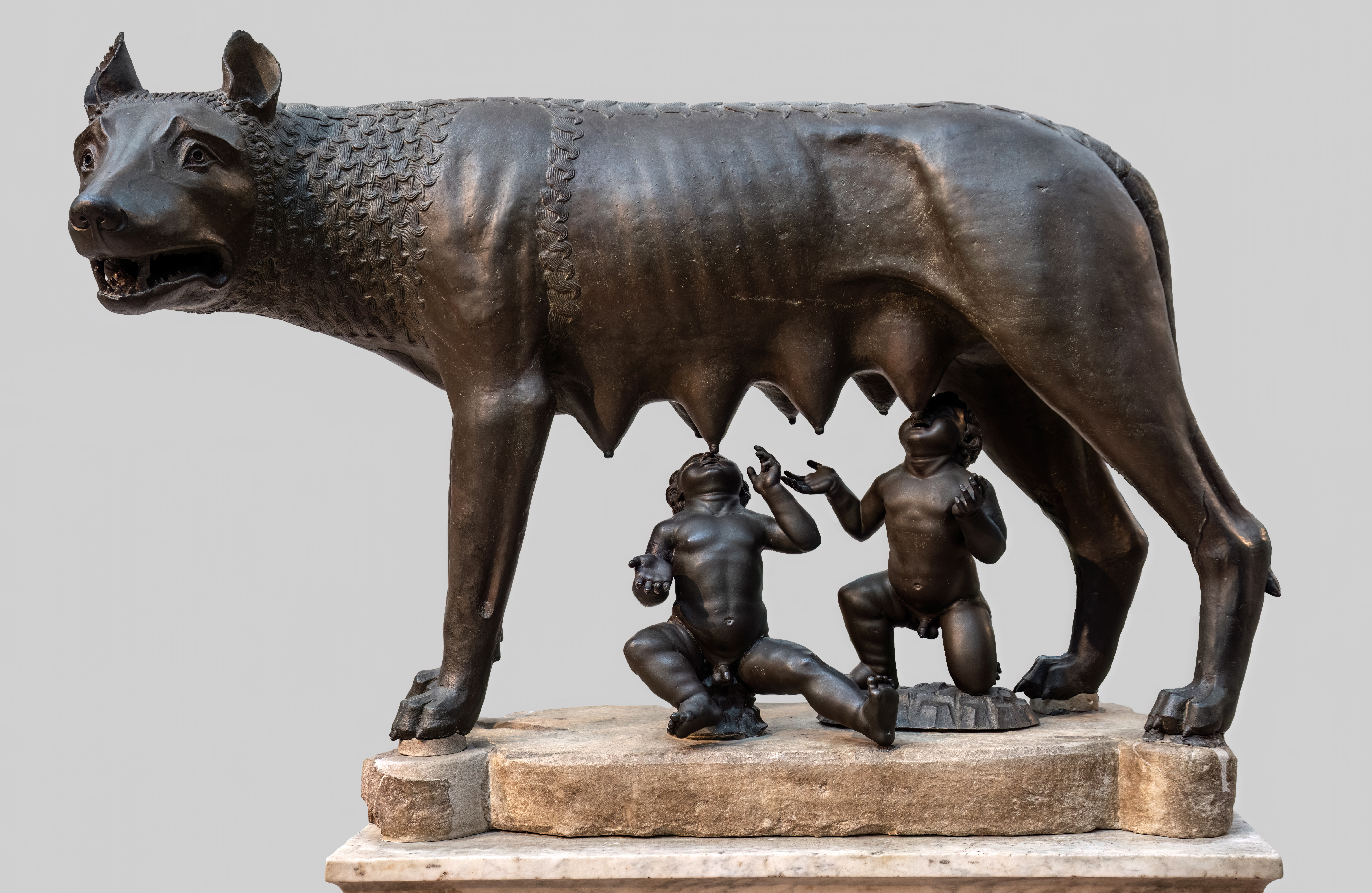
ذئبة الكابيتول ترضع التوأمين رومولوس ورموس.

تحيط الأساطير بتاريخ روما المبكر. وفقًا للتقاليد الرومانية، تأسست المدينة من قبل رومولوس  في 21 أبريل 753 قبل الميلاد. يروي الأصل الأسطوري للمدينة أن رومولوس ورموس قررا بناء مدينة. بعد مشادة، قتل رومولوس شقيقه ريموس. أشار الشاعر الروماني فيرجيل إلى هذا الاعتقاد عندما صور إينياس فارًا من طروادة عند سقوطها حيث وصل إلى لاتيوم ليؤسس سلالة تصل إلى رومولوس أول ملك على روما. تؤيد الأدلة الأثرية الرأي القائل بأن روما نمت من مستوطنات رعوية على التلة البلاتية حيث بني المنتدى الروماني لاحقًا. بينما يجادل بعض علماء الآثار بأن روما تأسست بالفعل في منتصف القرن الثامن قبل الميلاد وأن تاريخ التأسس لا يزال غير مؤكد. تطورت المستوطنة الأصلية لتصبح عاصمة المملكة الرومانية (التي حكمتها سلسلة من سبعة ملوك، وفقًا للتقليد) ومن ثم الجمهورية الرومانية (من 510 قبل الميلاد، والتي حكمها مجلس الشيوخ)، وأخيرًا الإمبراطورية الرومانية (من 27 قبل الميلاد، وحكمها الإمبراطور). اعتمد هذا النجاح على الغزو العسكري والهيمنة التجارية فضلًا عن الاستيعاب الانتقائي للحضارات المجاورة وأبرزها الأتروسكان والإغريق. منذ تأسيس روما، وعلى الرغم من خسارتها لبعض المعارك في بعض الأحيان، لم تهزم في أي حرب حتى عام 386 قبل الميلاد، عندما احتلها الغال لفترة وجيزة. وفقًا للأسطورة، عرض الغال إعادة روما إلى شعبها مقابل ألف باوند من الذهب، لكن الرومان رفضوا وفضلوا استعادة مدينتهم بقوة السلاح بدلًا من أن يعترفوا بالهزيمة ونجحوا في استعادتها العام نفسه.

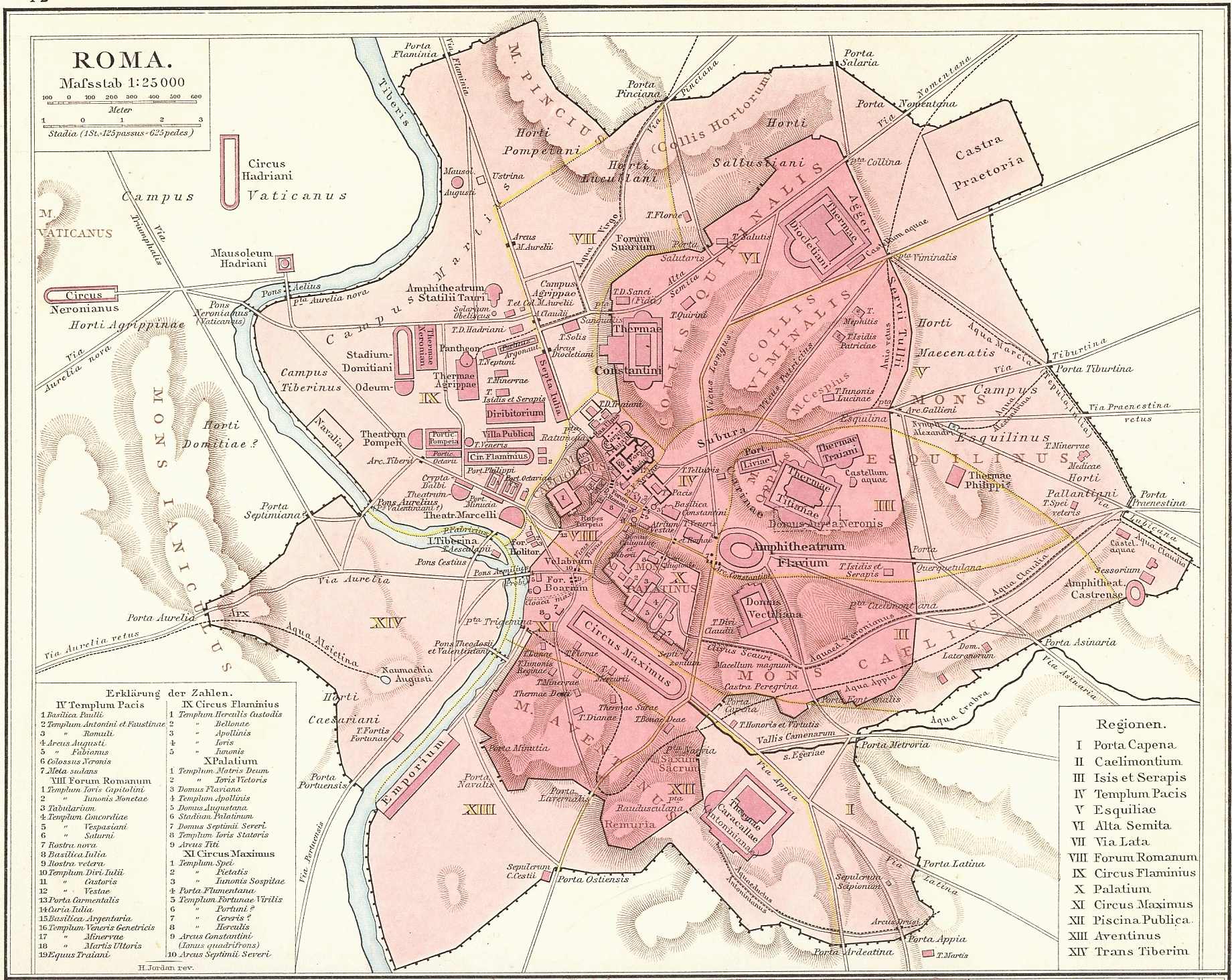
خريطة لروما القديمة المتأخرة.

كانت الجمهورية غنية وقوية ومستقرة قبل أن تصبح إمبراطورية. وفقًا للتقاليد، وأصبحت روما جمهورية في 509 قبل الميلاد. ومع ذلك، استغرق الأمر بضعة قرون لروما لتصبح مدينة كبيرة في الخيال الشعبي، وأصبحت فقط إمبراطورية عظيمة بعد حكم أوغسطس (أوكتافيان). بحلول القرن الثالث قبل الميلاد، كانت روما مدينة بارزة في شبه الجزيرة الإيطالية، بعد أن غزت وهزمت السابينيين والأتروسكان والسامنيين ومعظم المستعمرات اليونانية في صقلية وكامبانيا وجنوب إيطاليا بشكل عام. أثناء الحروب البونيقية بين روما والإمبراطورية القرطاجية العظيمة في البحر الأبيض المتوسط، صعدت مكانة روما بعد أن أصبحت عاصمة لإمبراطورية ذات امتداد ما وراء البحار للمرة الأولى. في بداية القرن الثاني قبل الميلاد، خضعت لروما لتوسع سكاني كبير حيث تدفق المزارعون الإيطاليون الذين طردوا من أراضيهم بأعداد كبيرة بسبب بروز المزارع التي وظفت أعدادًا ضخمة من العبيد ودعيت باسم لاتيفونديا. جلب الانتصار على قرطاج في الحرب البونيقية الأولى أول مقاطعتين خارج شبه الجزيرة الإيطالية هما صقلية وكورسيكا سردينيا. تبعتها أجزاء من إسبانيا (هسبانيا) وفي بداية القرن الثاني تدخل الرومان في شؤون العالم اليوناني. بحلول ذلك الوقت كانت جميع الممالك الهلينستية والدول المدن اليونانية في انحدار، منهكة بحروب أهلية لا نهاية لها ومعتمدة على قوات المرتزقة. أدى ذلك إلى سقوط اليونان بعد معركة كورنث (146 ق.م)، وفرض السيطرة الرومانية على اليونان.

الإمبراطورية الرومانية في أقصى اتساعها ضمت تقريبًا 6.5 مليون كم^{2} من الأراضي.

ظهرت الإمبراطورية الرومانية رسميًا عندما أسس الإمبراطور أغسطس (63 ق.م -14م؛ المعروف باسم أوكتافيان قبل تسلمه العرشه) الإمارة في 27 قبل الميلاد. كانت تلك الإمارة نظامًا ملكيًا يرأسه الإمبراطور بسلطة مدى الحياة، بدلًا من أن يجعل من نفسه دكتاتورًا مثل يوليوس قيصر مما أدى إلى اغتياله في 15 مارس من عام 44 قبل الميلاد. أطلق الإمبراطور أوغسطس برنامجًا كبيرًا للإصلاح الاجتماعي والسياسي والاقتصادي وإعادة إعمار مدينة روما. انتشرت المباني الرائعة الجذابة في المدينة مثل القصور والمنتديات والبازيليكات. أصبح أوغسطس راعيًا كبيرًا للفنون وحضر بلاطه شعراء مثل فرجيل وهوراس وبوررتيوس. كما أسس حكمه باكس رومانا وهي فترة طويلة من السلام النسبي الذي استمر ما يقرب من 200 سنة. تلاه في الحكم أباطرة مثل كاليغولا ونيرون وتراجان وهادريان على سبيل المثال لا الحصر. عرف عن الإمبراطور الروماني نيرون إسرافه وقسوته وطغيانه، حيث تذكر الأساطير أن الإمبراطور «عزف الموسيقى بينما كانت روما تحترق» خلال ليلة 18 إلى 19 يوليو من عام 64 ميلادية. يعتقد بأن الطاعون الأنطوني بين 165-180 قد ذهب بأرواح ثلث عدد السكان تقريبًا.
توسعت الهيمنة الرومانية لتضم معظم أنحاء أوروبا الغربية وشواطئ البحر الأبيض المتوسط، على الرغم من أن نفوذها عبر الولايات العميلة وقوتها الهائلة كان أكبر من حدودها الرسمية. تجاوز عدد سكانها المليون نسمة. لما يقرب من 700 عام كانت روما أهم مدينة سياسيًا والأكبر والأغنى في العالم الغربي. بعد بدء تراجع الإمبراطورية والتقسيم، فقدت المدينة لقب العاصمة لميلان ثم إلى رافينا، وتجاوزتها هيبة عاصمة الإمبراطورية الرومانية الشرقية القسطنطينية، والتي استمر سكانها اليونان تسمية أنفسهم رومانًا عبر القرون.

### العصور الوسطى

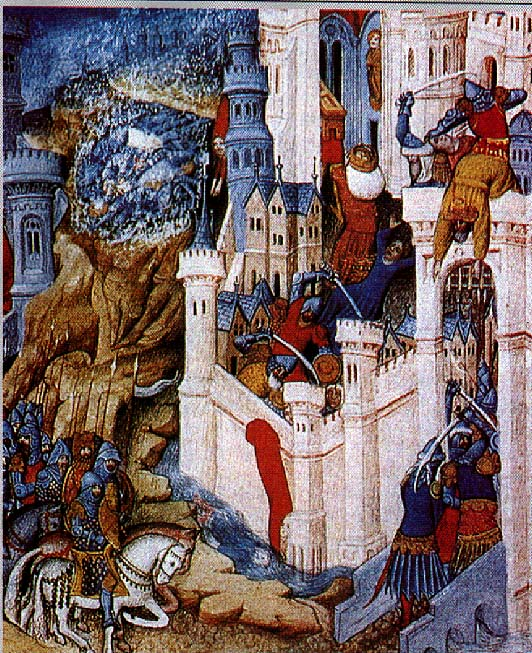
لوحة من القرن الخامس عشر يظهر نهب روما 410.

أصبح أسقف روما بابا الكنيسة الكاثوليكية نظرًا لتصاعد أهميته السياسية والدينية تحت حكم الإمبراطور قسطنطين الأول. جعل البابا من روما مركز الكنيسة الكاثوليكية. بعد نهب روما في عام 410 على يدي ألاريك الأول وسقوط الإمبراطورية الرومانية الغربية في 476، تناوب على حكم روما البيزنطيون والجرمان. تراجع عدد سكانها من أكثر من مليون شخص في عام 210 ميلادية إلى نحو 35,000 شخص خلال العصور الوسطى المبكرة،  مما جعل من المدينة المترامية الأطراف مجموعات من المباني المأهولة تتخللها مناطق واسعة من الأطلال والغطاء النباتي. ظلت روما اسميًا جزءًا من الإمبراطورية البيزنطية حتى عام 751 م، عندما دحر اللومبارد أخيرًا إكسرخسية رافينا والتي كانت المعقل الأخير للبيزنطيين في شمال إيطاليا. في 756، منح بيبين القصير البابا الولاية الزمنية على روما والمناطق المحيطة بها، وبالتالي خلق الولايات البابوية. في 846، غزا العرب روما ونهبوا كنيسة القديس بطرس.
ظلت روما عاصمة الدولة البابوية حتى ضمها من جانب مملكة إيطاليا عام 1870، وأصبحت المدينة محجًا كبير خلال العصور الوسطى ومركز الصراع بين البابوية والإمبراطورية الرومانية المقدسة بدءًا من شارلمان، الذي توج كأول إمبراطور في روما في العام 800 من قبل البابا ليون الثالث. بصرف النظر عن فترات وجيزة كانت المدينة فيها مستقلة خلال العصور الوسطى، فإن روما ظلت عاصمة البابوية و«المدينة المقدسة» لعدة قرون، وحتى عندما انتقلت البابوية لفترة وجيزة إلى أفينيون (1309-1377).

### العصور الحديثة المبكرة
شهد النصف الأخير من القرن الخامس عشر انتقال مقر النهضة الإيطالية إلى روما من مدينة فلورنسا. أرادت البابوية مساواة عظمة النهضة في المدن الإيطالية الأخرى والتفوق عليها، وتحقيقًا لهذه الغاية أنشأت العديد من الكنائس والجسور والساحات والأماكن العامة أكثر من أي وقت مضى، بما في ذلك كاتدرائية القديس بطرس الجديدة وكنيسة سيستينا وبونتي سيستو (أول جسر على التيبر منذ العصور القديمة) وساحة نافونا. كان البابوات أيضا رعاة للفنون والفنانين من أمثال ميكيلانجيلو وبيروجينو ورفائيل وجرلاندايو ولوكا سنيوريلي وبوتيتشيلي وكوزيمو روسيلي.

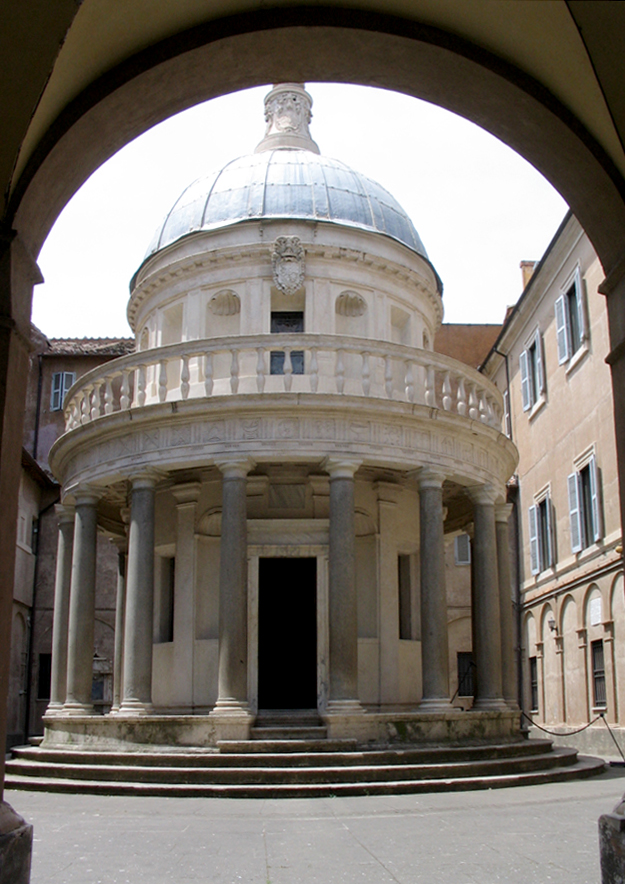
تمبييتو في سان بييترو في مونتوريو وهو مثال رائع على عمارة النهضة الإيطالية

اشتهرت تلك الفترة أيضًا بفساد البابوية حيث أنجب الباباوات العديد من الأطفال وانخرطوا في المحسوبية والسيمونية. قاد فساد الباباوات وبذخهم في مشاريع البناء الخاصة بهم، في جزء منه، إلى حركة الإصلاح وبالتالي الحركة المضادة للإصلاح. عرف الباباوات، مثل ألكسندر السادس جيدًا بحفلاتهم الصاخبة وحياة البذخ غير الأخلاقية. مع ذلك، في ظل هؤلاء الباباوات الأغنياء والمسرفين تحولت روما إلى مركز للفن والشعر والموسيقى والأدب والتعليم والثقافة. أصبحت روما قادرة على منافسة غيرها من المدن الأوروبية الكبرى في ذلك الوقت من حيث الثروة والعظمة والفنون والتعليم والهندسة المعمارية.

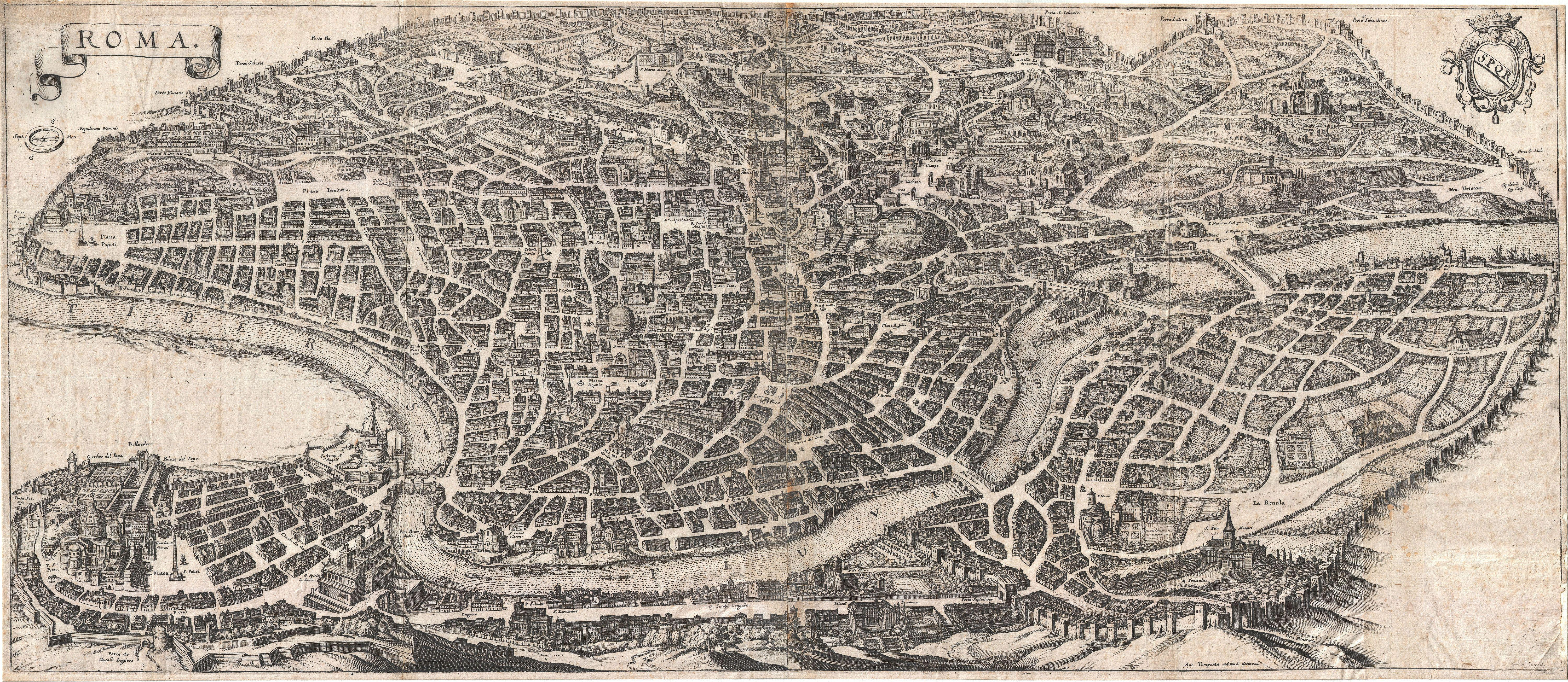
روما 1642

غير عصر النهضة وجه روما بشكل كبير حيث ظهرت أعمال مثل بييتا لمايكل أنجلو واللوحات الجدارية في شقة بورجيا في عهد إنوسنت. بلغت روما ذروة الإبداع تحت حكم البابا يوليوس الثاني (1503-1513) وخلفائه ليو العاشر وكليمنت السابع وكلاهما من عائلة ميديشي. في هذه الفترة التي دامت عشرين عامًا أصبحت روما واحدة من أكبر المراكز الفنية في العالم. هدمت بازيليكية القديس بطرس القديمة التي بناها الإمبراطور قسطنطين العظيم  (والتي كانت في حالة مروعة) وبنيت واحدة جديدة. استضافت المدينة فنانين مثل جرلاندايو وبيروجينو وبوتيتشيلي وبرامانتي الذي بنى المعبد في سان بيترو في مونتوريو وخطط لمشروع كبير لترميم الفاتيكان. أما رافاييل، الذي نال شهرته في روما فرسم لوحات جدارية في فيلا فارنيسينا وغرف رافاييل بالإضافة إلى العديد من اللوحات الشهيرة الأخرى. بدأ مايكل أنجلو زخرفة سقف كنيسة سيستينا ونحت التمثال الشهير لموسى على قبر يوليوس. فقدت روما في جزء طابعها الديني، لتصبح بصورة متزايدة مدينة عصر النهضة الحقيقية مع عدد كبير من الأعياد الشعبية وسباقات الخيول والحفلات والمكائد. كان اقتصادها غنيًا بوجود العديد من المصرفيين التوسكان بما في ذلك أغوستينو شيجي الذي كان صديقًا لرافائيل وراعيًا للفنون. قبل وفاته المبكرة، روج رافائيل للمرة الأولى فكرة المحافظة على الآثار القديمة. تسببت الحرب بين فرنسا وإسبانيا في أوروبا في النهب الأول للمدينة منذ أكثر من ألف سنة. في 1527، هاجمت اللاندسكنيشت التابعة للإمبراطور كارل الخامس المدينة ووضعت نهاية مفاجئة للعصر الذهبي لنهضة روما.
بدءًا من مجلس ترينت في 1545، بدأت الكنيسة بالإصلاح المضاد كرد على الإصلاح البروتستانتي، وكانت عبارة عن حركة واسعة النطاق تستجوب سلطة الكنيسة في المسائل الروحية والشؤون الحكومية. (أدى فقدان الثقة هذا إلى تحولات كبرى للسلطة بعيدًا عن الكنيسة). أصبحت روما تحت حكم الباباوات بيوس الرابع إلى سيكستوس الخامس مركز الإصلاح الكاثوليكي وبرزت دفعة جديدة من المعالم التي أعادت العظمة للبابوية. واصل الباباوات والكرادلة في القرنين السابع عشر والثامن عشر الحركة من خلال إثراء مشهد المدينة بالعديد من المباني الباروكية. خلال عصر التنوير، وصلت الأفكار الجديدة إلى روما، حيث دعمت البابوية الدراسات الأثرية وتحسين رفاهية الشعب. ولكن لم يجر كل شيء على ما يرام بالنسبة إلى الكنيسة خلال حركة الإصلاح المضاد.
كانت هناك انتكاسات في محاولات كبح جماح السياسات المناهضة للكنيسة من قبل القوى الأوروبية في ذلك الوقت. ربما كان أبرزها في عام 1773 عندما اضطر البابا كليمنت الرابع عشر أن يقمع النظام اليسوعي بضغط من القوى العلمانية.

### الفترة الحديثة المتأخرة والمعاصرة
انقطع حكم الباباوات لفترة قصيرة خلال عهد الجمهورية الرومانية (1798)، والتي صعدت تحت تأثير الثورة الفرنسية. في عهد نابليون، تم ضم روما إلى الإمبراطورية الفرنسية. بعد سقوط نابليون، أعيدت الدولة الكنسية تحت حكم البابا خلال مؤتمر فيينا لعام 1814. في عام 1849، ظهرت جمهورية رومانية أخرى في إطار ثورات عام 1848. حارب اثنان من أكثر الشخصيات نفوذًا في توحيد إيطاليا وهما جوزيبي مازيني وجوزيبي غاريبالدي في صف الجمهورية التي لم تدم طويلًا.

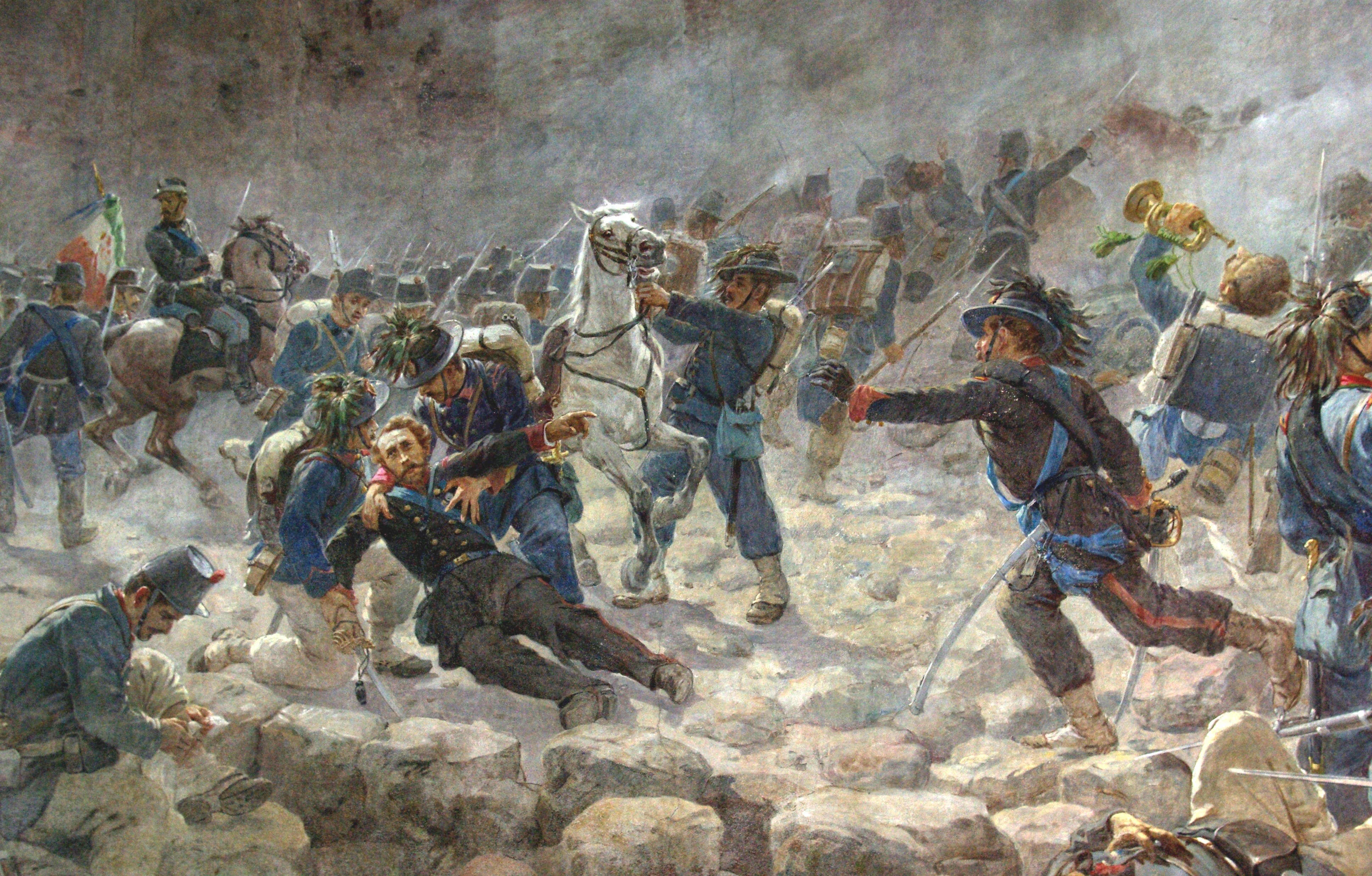
جنود إيطاليون يدخلون روما عام 1870.

أصبحت روما مركز آمال حركة توحيد إيطاليا بعد لم شمل بقية إيطاليا تحت لواء مملكة إيطاليا مع فلورنسا عاصمة مؤقتة. في عام 1861، أعلنت روما عاصمة لإيطاليا على الرغم من أنها كانت لا تزال تحت سيطرة البابا. خلال العقد ذاته كانت بقايا الدولة البابوية تحت الحماية الفرنسية، وذلك بفضل السياسة الخارجية لنابليون الثالث. وكان فقط عندما رفعت تلك الحماية في عام 1870، بسبب اندلاع الحرب الفرنسية البروسية، أن تمكنت القوات الإيطالية من ضم روما عبر خرق قرب بورتا بيا. بعد ذلك، أعلن البابا بيوس التاسع نفسه سجينًا في الفاتيكان، وفي عام 1871 تم نقل العاصمة الإيطالية من فلورنسا إلى روما.
بعد نهاية الحرب العالمية الأولى، شهدت روما صعود الفاشية الإيطالية إلى السلطة بزعامة بنيتو موسوليني الذي زحف على المدينة في عام 1922 معلنًا إمبراطورية جديدة وتحالف إيطاليا مع ألمانيا النازية. شهدت فترة ما بين الحربين العالميتين نموًا سريعًا في سكان المدينة حيث تجاوزت المليون شخص. في الحرب العالمية الثانية، وسبب وضعها كمدينة مفتوحة، نجت روما إلى حد كبير من المصير المأساوي الذي حل بالمدن الأوروبية الأخرى، ولكن الألمان احتلوها منذ الهدنة الإيطالية وحتى تحريرها في 4 يونيو 1944. ومع ذلك، في 19 حزيران 1943 قصفت القوات الأمريكية البريطانية روما، حيث تعرضت مقاطعة سان لورنز للضرر الأكبر ومقتل حوالي 3,000 شخص ونحو 11,000 جريحًا.
نمت روما فورًا بعد الحرب باعتبارها واحدة من القوى الدافعة خلف «المعجزة الاقتصادية الإيطالية» من إعادة الإعمار والتحديث بعد الحرب. أصبحت مدينة رائدة في الخمسينيات وأوائل الستينيات وهي سنوات «لا دولشي فيتا» أو «الحياة الحلوة» حيث صورت أفلام كلاسيكية عديدة مثل بن هور وكو فاديس ورومان هوليداي ولا دولشي فيتا  في استوديوهات مدينة شينشيتا. استمر تعداد سكان المدينة في النمو حتى منتصف الثمانينات حيث كان عدد سكان البلدية أكثر من 2.8 مليون نسمة؛ بعد ذلك، بدأ تعداد السكان في التراجع ببطء مع انتقال العديد منهم إلى الضواحي القريبة.

## الحكومة

### الحكومة المحلية

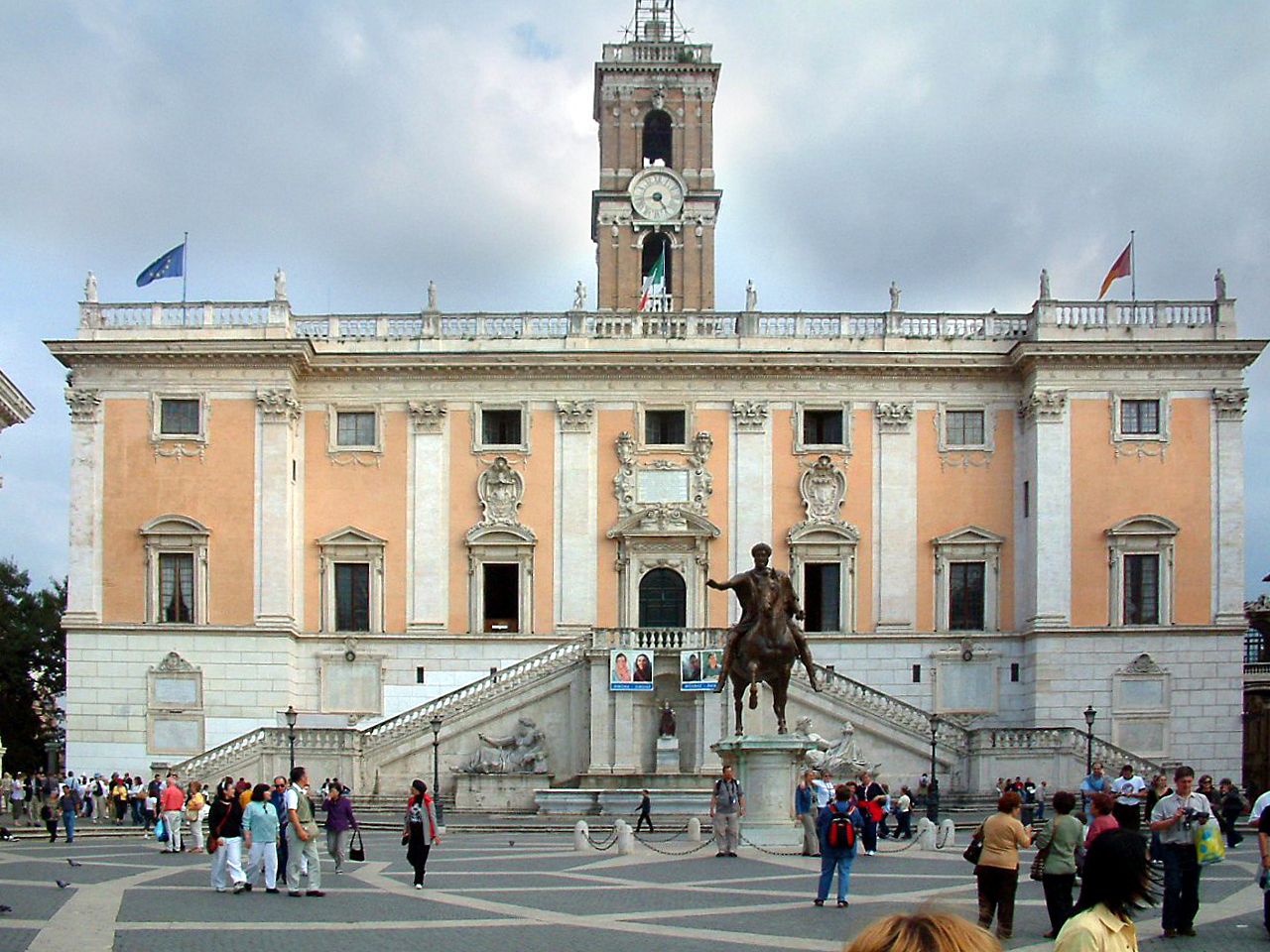
بالاتسو سيناتوريو.

تعد روما تشكل واحدة من 8,101 بلدية في إيطاليا، وهي الأكبر سواء من حيث المساحة أو عدد السكان. يحكمها رئيس بلدية، هو في الوقت الراهن جاني أليمانو، ومجلس المدينة. مقر البلدية هو بالاتسو سيناتوريو على تلة الكابيتول وهو المقر التاريخي لحكومة المدينة. يشار إلى الإدارة المحلية في روما ب «كامبيدوليو» وهي التسمية الإيطالية للتلة.

#### التقسيمات الإدارية والتاريخية

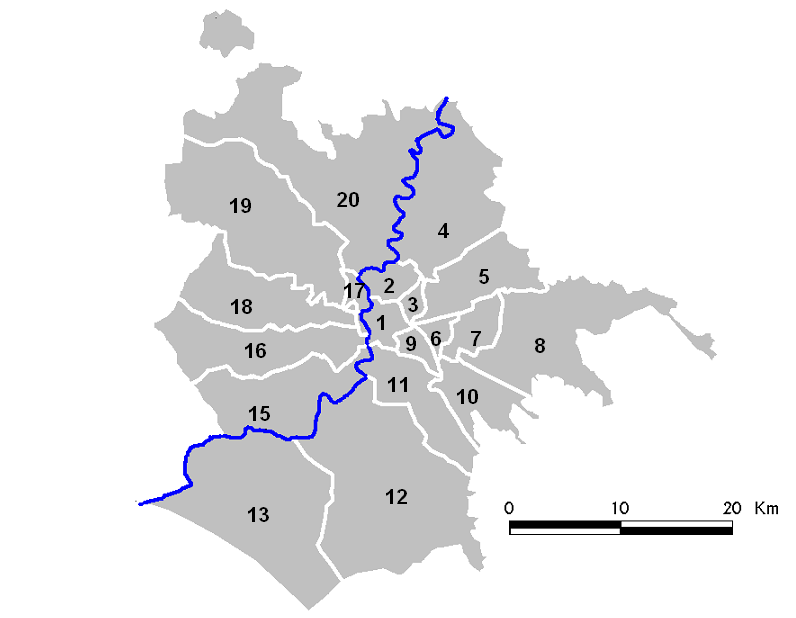
بلديات روما التسعة عشر.

قسمت المدينة منذ عام 1972 إلى 19 (20 في الأصل)  منطقة إدارية، تدعى كل منها مونيتشيبي (حتى عام 2001 سميت سيركوسكريتسيوني)  أو بلدية. أنشئت لأسباب إدارية لزيادة اللامركزية في المدينة. تخضع كل بلدية لرئيس ومجلس من أربعة أعضاء يتم انتخابهم من قبل سكان البلدية مرة كل خمس سنوات. تعبر البلديات في كثير من الأحيان حدود التقسيمات التقليدية غير الإدارية للمدينة.
تقسم روما أيضًا إلى أنواع مختلفة من التقسيمات غير الإدارية. يقسم المركز التاريخي إلى 22 ريوني، وجميعها تقع داخل الأسوار الأوريلية إلا براتي وبورغو.
تعود تلك التقسيمات إلى المدينة القديمة والتي تطورت في العصور الوسطى إلى ريوني قروسطية. في عصر النهضة، وصل عددها إلى 14 مجددًا تحت حكم البابا سيكستوس الخامس وأخيرًا تم تحديد حدودها في ظل حكم البابا بنديكتوس الرابع عشر في 1743.
جرى تقسيم المدينة من جديد تحت حكم نابليون ولكنه لم يدم. لم تكن هناك أية تغييرات كبيرة في تنظيم المدينة حتى عام 1870، عندما أصبحت روما العاصمة الثالثة لإيطاليا. قادت احتياجات العاصمة الجديدة لانفجار في التمدن والسكان في داخل وخارج الأسوار الأوريلية. في عام 1874 تم إنشاء ريوني 15 باسم إسكيلينيو في منطقة مونتي الحديثة. في بداية القرن العشرين أنشئت ريوني أخرى (كانت الأخيرة براتي وهي الوحيدة فقط خارج أسوار البابا أوربان الثامن في 1921). بعد ذلك، استخدمت التسمية كارتييري للتقسيمات الإدارية الجديدة للمدينة. تقع كل الريوني اليوم عدا بورغو وبراتي ضمن المونيتشيبو الأولى وتتوافق بذلك تمامًا تقريبًا مع المدينة التاريخية.

### الحكومة الوطنية
روما هي عاصمة إيطاليا ومقر الحكومة الإيطالية. تقع المقار الرسمية لرئيس الجمهورية ورئيس الوزراء ومقاعد مجلسي البرلمان وأيضًا المحكمة الدستورية في وسط المدينة التاريخي. تنتشر وزارات الدولة في أنحاء المدينة ومنها وزارة الشؤون الخارجية والتي تقع في بالاتسو ديلا فارنزينا بالقرب من الاستاد الأولمبي.

## الجغرافيا

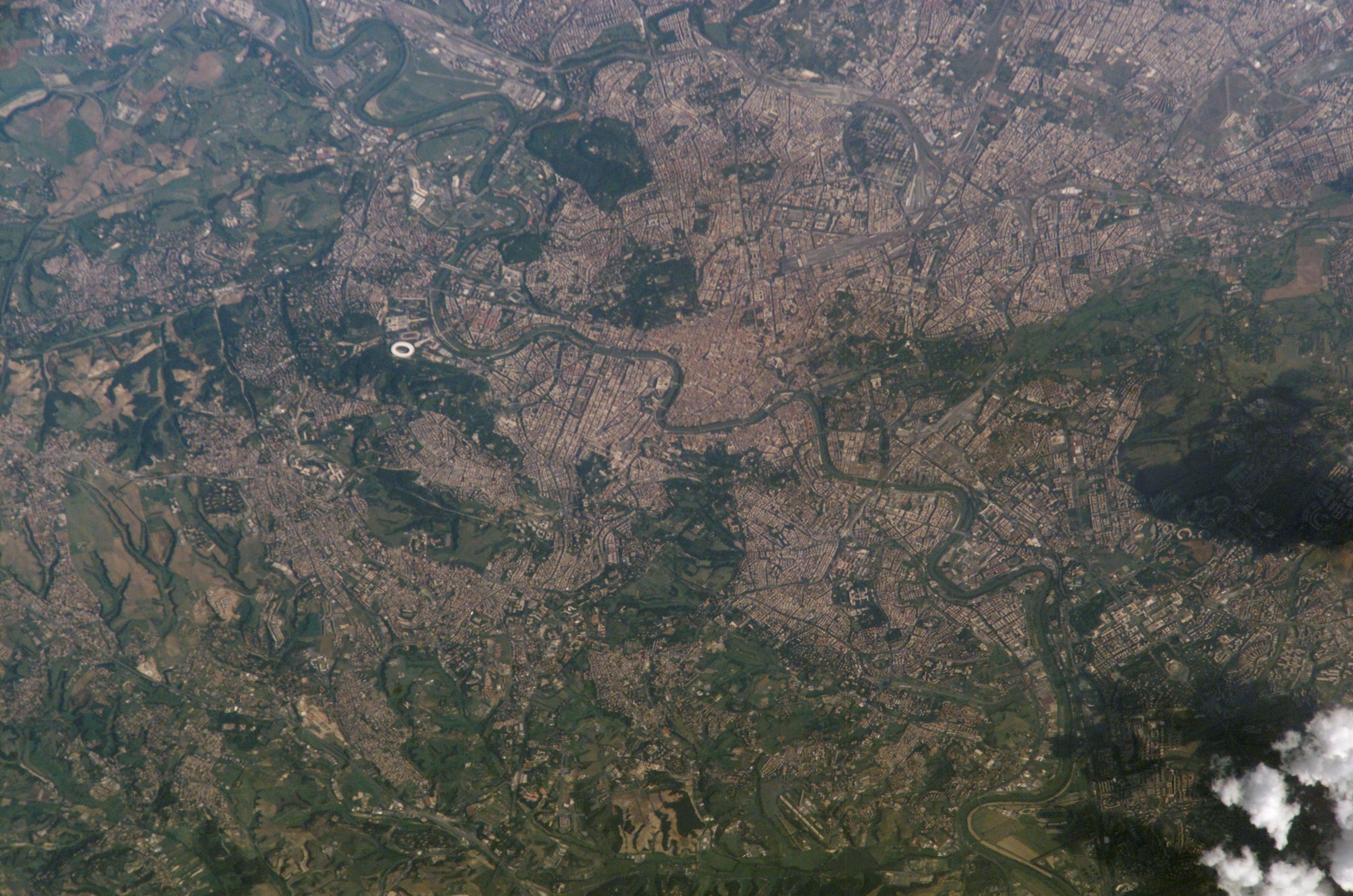
مشهد جوي لروما

### الموقع
تقع روما في إقليم لاتسيو في وسط إيطاليا على نهر التيبر (بالإيطالية: Tevere). نشأت المستوطنة الأصلية على التلال المقابلة لمستنقع بجوار جزيرة تيبر وهو المستنقع الوحيد الطبيعي للنهر في هذه المنطقة. بنيت روما الملوك على سبعة تلال: الأفنتينية والكالية والكابيتولينية والإسكيلينية والبالاتينية والكيرينالية والفيمينالية. يعبر روما الحديثة أيضًا نهر آخر هو آنييني الذي يصب في التيبر شمال مركز المدينة التاريخي.
على الرغم من أن مركز المدينة لا يبعد أكثر من 24 كيلومترًا من البحر التيراني، إلا أن أراضي المدينة تمتد إلى الشاطئ، حيث يقع حي أوستيا الجنوبي الغربي. يرتفع القسم المركزي من روما بين 13 مترًا فوق مستوى سطح البحر (عند قاعدة البانثيون) إلى 139 مترًا (عند قمة مونتي ماريو). تغطي بلدية روما مساحة إجمالية قدرها 1,285 كيلو متر مربع بما في ذلك العديد من المناطق الخضراء.

### الطبوغرافيا

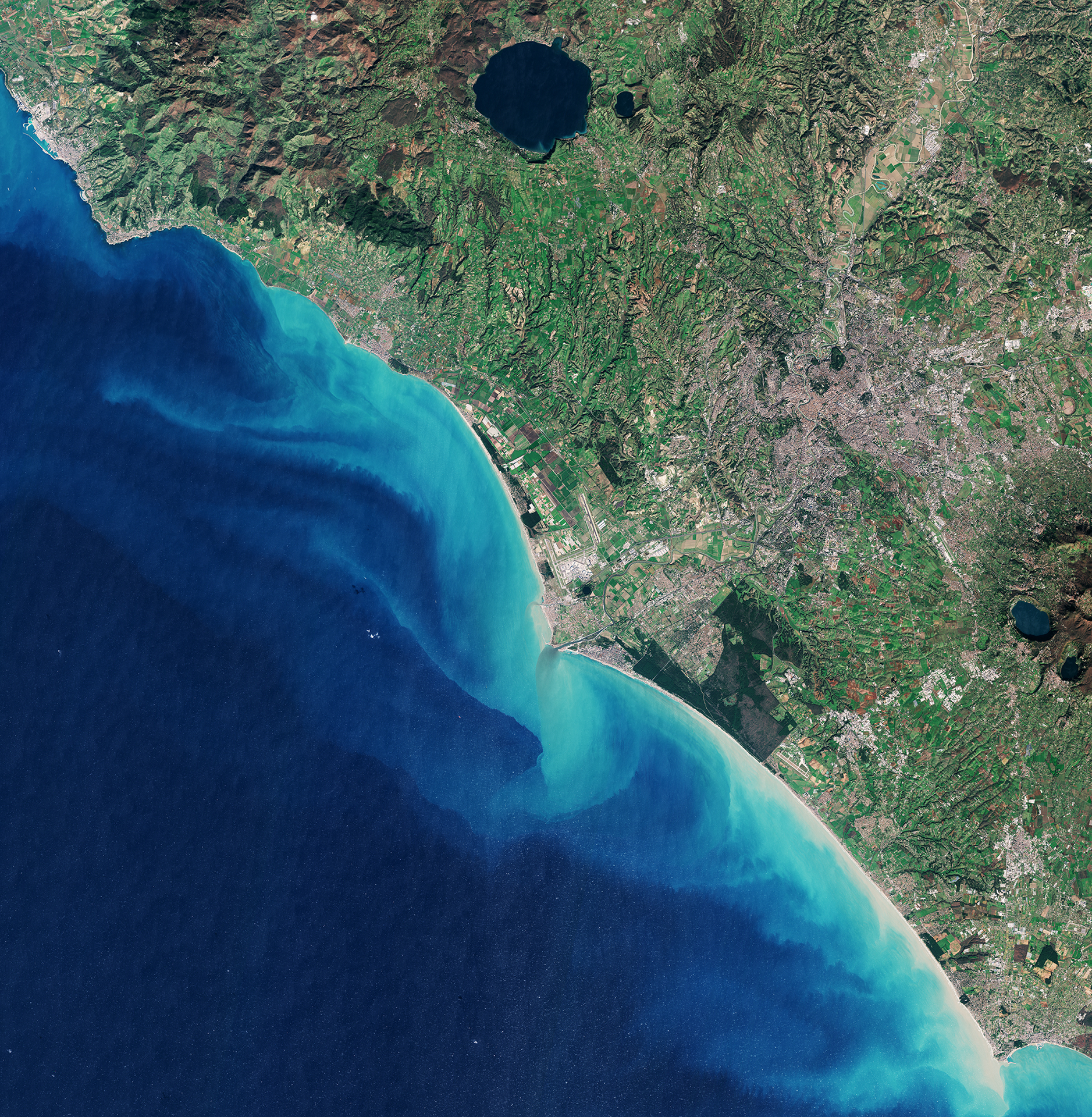
روما من الأقمار الصناعية.

طوال تاريخ روما، كانت الحدود الحضرية للمدينة ضمن أسوارها. كان أول تلك الأسوار السرفيانية والتي بنيت بعد اثنتي عشرة سنة من الغزو الغالي للمدينة في 390 قبل الميلاد. ضمت تلك الأسوار معظم التلتين الإسكيلينية والكيلينية فضلًا عن كامل التلال الخمس الأخرى. توسعت روما خارج الأسوار السرفيانية ولكن لم تبن أية أسوار جديدة حتى ما يقرب من 700 عامًا تلت، عندما قرر الإمبراطور أورليان في 270 م بناء الأسوار الأوريليانية. كانت هذه تقريبًا بطول 19 كم، وهي الأسوار ذاتها التي اضطرت جيوش مملكة إيطاليا أن تخترقها لدخول المدينة في عام 1870. يعتبر الرومان الحاليون في كثير من الأحيان أن مساحة المدينة الحضرية يحددها الطريق السيار الدائري غراندي راكوردو أنيولاري والذي يحيط بالمدينة ويبعد 10 كم تقريبًا عن مركزها.
إلا أن بلدية روما تغطي مساحة أكبر من ذلك بكثير وتمتد إلى البحر عند أوستيا والتي هي أكبر مدينة في إيطاليا ليست بلدية في حد ذاتها. تغطي بلدية روما مساحة تعادل تقريبًا ثلاثة أضعاف المساحة الإجمالية داخل راكوردو وتقارن بكامل مساحة مقاطعات هامة مثل ميلانو ونابولي، بمساحة تبلغ ستة أضعاف مساحة أراضي هذه المدن. تتضمن أيضًا مساحات كبيرة من الأرض السبخية المهجورة والتي لا تعد مناسبة للزراعة ولا للتنمية الحضرية.
نتيجة لذلك، لا تعد الكثافة السكانية للبلدية عالية، حيث تقسم الأراضي بين المناطق الحضرية والمناطق المخصصة للحدائق والمحميات الطبيعية وللاستخدام الزراعي. مقاطعة روما هي الأكبر من حيث المساحة في إيطاليا. عند 5,352 كم2 وأبعادها مماثلة لإقليم ليغوريا.

### المناخ

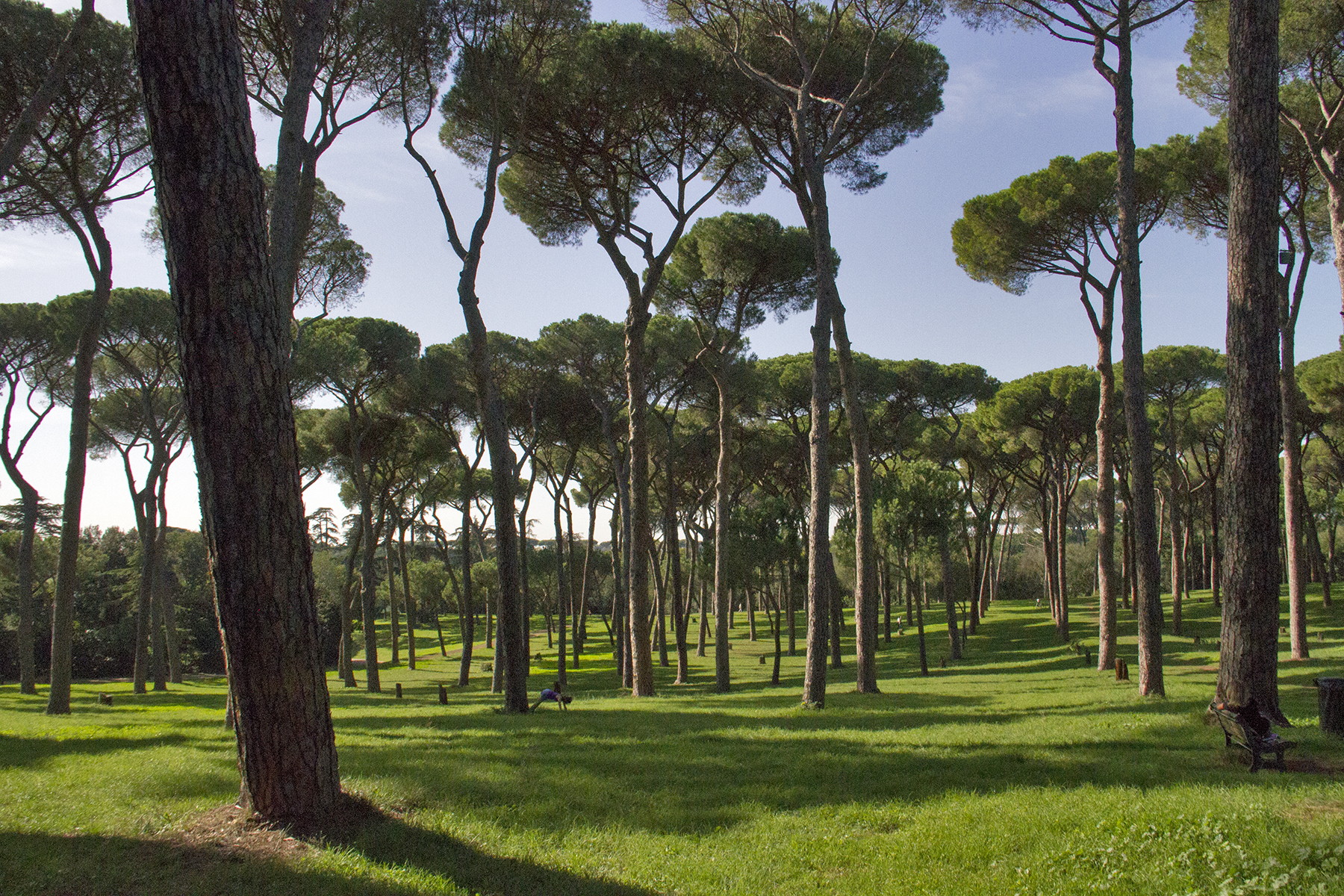
صنوبر ثمري في حدائق فيلا دوريا بامبيلي.

تتمتع روما بمناخ البحر الأبيض المتوسط (تصنيف كوبن للمناخ: Csa)، مع صيف حار وجاف وشتاء مُعتدل البرودة ورطب.
متوسط درجة الحرارة السنوية أعلى من 21 درجة مئوية (70 درجة فهرنهايت) خلال النهار و 9 درجات °مئوية (48 درجة °فهرنهايت) في الليل. في أبرد شهر، يناير، يبلغ متوسط درجة الحرارة 12.6 درجة °مئوية (54.7 درجة °فهرنهايت) خلال النهار و 2.1 درجة °مئوية (35.8 درجة °فهرنهايت) في الليل. في أحر شهور السنة بأغسطس، يبلغ متوسط درجة الحرارة 31.7 درجة °مئوية (89.1 درجة °فهرنهايت) خلال النهار و 17.3 درجة °مئوية (63.1 درجة °فهرنهايت) في الليل.
يكون الربيع والخريف معتدلين أو دافئين، وتعرف أيام الخريف على أنها مُشمسة. الصيف في العادة يكون طويلاً وحارًا وجافًا وتتجاوز درجة الحرارة في الغالب 30 °مئوية (86 °فهرنهايت).
ديسمبر ويناير وفبراير هي الأشهر الأكثر برودة، حيث يبلغ متوسط درجة الحرارة اليومية حوالي 8 درجات °مئوية (46 درجة °فهرنهايت). تتراوح درجات الحرارة خلال هذه الأشهر بشكل عام بين 10 و 15 درجة °مئوية (50 و 59 درجة °فهرنهايت) خلال النهار وبين 3 و 5 درجات °مئوية (37 و 41 درجة °فهرنهايت) في الليل، مع حدوث نوبات أكثر برودة أو دفئًا بشكل متكرر. من النادر حدوث تساقط للثلوج ولكنه لم يسمع به من قبل، مع تساقط ثلوج خفيفة أو هبات تحدث في بعض فصول الشتاء، دون تراكم بشكل عام، وتساقط الثلوج بشكل كبير في حالات نادرة جدًا (كانت أحدثها في 2018 و 2012 و 1986). ويوم 17 ديسمبر 2010.
يبلغ متوسط الرطوبة النسبية 75٪، وتتراوح من 72٪ في يوليو إلى 77٪ في نوفمبر. تختلف درجات حرارة البحر من 13.9 درجة °مئوية (57.0 درجة °فهرنهايت) في فبراير إلى 25.0 درجة °مئوية (77.0 درجة °فهرنهايت) في أغسطس.
| البيانات المناخية لـروما           | البيانات المناخية لـروما | البيانات المناخية لـروما | البيانات المناخية لـروما | البيانات المناخية لـروما | البيانات المناخية لـروما | البيانات المناخية لـروما | البيانات المناخية لـروما | البيانات المناخية لـروما | البيانات المناخية لـروما | البيانات المناخية لـروما | البيانات المناخية لـروما | البيانات المناخية لـروما | البيانات المناخية لـروما |
| الشهر                              | يناير                    | فبراير                   | مارس                     | أبريل                    | مايو                     | يونيو                    | يوليو                    | أغسطس                    | سبتمبر                   | أكتوبر                   | نوفمبر                   | ديسمبر                   | المعدل السنوي            |
| ---------------------------------- | ------------------------ | ------------------------ | ------------------------ | ------------------------ | ------------------------ | ------------------------ | ------------------------ | ------------------------ | ------------------------ | ------------------------ | ------------------------ | ------------------------ | ------------------------ |
| الدرجة القصوى °م (°ف)              | 20.8 (69.4)              | 23.0 (73.4)              | 26.6 (79.9)              | 30.0 (86.0)              | 34.2 (93.6)              | 39.3 (102.7)             | 40.0 (104.0)             | 40.6 (105.1)             | 40.0 (104.0)             | 32.0 (89.6)              | 26.1 (79.0)              | 21.2 (70.2)              | 40.6 (105.1)             |
| متوسط درجة الحرارة الكبرى °م (°ف)  | 12.0 (53.6)              | 13.0 (55.4)              | 15.8 (60.4)              | 18.8 (65.8)              | 22.3 (72.1)              | 28.1 (82.6)              | 31.0 (87.8)              | 31.6 (88.9)              | 26.7 (80.1)              | 22.2 (72.0)              | 16.9 (62.4)              | 12.7 (54.9)              | 21.0 (69.8)              |
| المتوسط اليومي °م (°ف)             | 7.5 (45.5)               | 8.0 (46.4)               | 10.7 (51.3)              | 13.6 (56.5)              | 18.0 (64.4)              | 22.5 (72.5)              | 25.1 (77.2)              | 25.4 (77.7)              | 21.0 (69.8)              | 17.0 (62.6)              | 12.4 (54.3)              | 8.5 (47.3)               | 15.8 (60.4)              |
| متوسط درجة الحرارة الصغرى °م (°ف)  | 3.4 (38.1)               | 3.4 (38.1)               | 5.9 (42.6)               | 8.6 (47.5)               | 12.6 (54.7)              | 16.7 (62.1)              | 19.3 (66.7)              | 19.8 (67.6)              | 16.0 (60.8)              | 12.4 (54.3)              | 8.5 (47.3)               | 4.7 (40.5)               | 10.9 (51.6)              |
| أدنى درجة حرارة °م (°ف)            | −11.0 (12.2)             | −6.9 (19.6)              | −6.5 (20.3)              | −2.4 (27.7)              | 1.8 (35.2)               | 5.6 (42.1)               | 9.1 (48.4)               | 9.3 (48.7)               | 4.3 (39.7)               | 0.8 (33.4)               | −5.2 (22.6)              | −6.6 (20.1)              | −11.0 (12.2)             |
| الهطول مم (إنش)                    | 65.6 (2.58)              | 62.8 (2.47)              | 58.6 (2.31)              | 68.6 (2.70)              | 56.9 (2.24)              | 30.1 (1.19)              | 19.8 (0.78)              | 30.2 (1.19)              | 64.9 (2.56)              | 88.1 (3.47)              | 108.2 (4.26)             | 98.3 (3.87)              | 752.0 (29.61)            |
| متوسط أيام هطول الأمطار (≥ 1.0 mm) | 7.4                      | 7.5                      | 6.9                      | 7.4                      | 5.5                      | 3.4                      | 2.1                      | 2.2                      | 6.0                      | 7.3                      | 8.9                      | 9.4                      | 74.0                     |
| متوسط الرطوبة النسبية (%)          | 75.8                     | 71.5                     | 70.6                     | 70.4                     | 69.0                     | 65.4                     | 63.3                     | 64.1                     | 69.1                     | 74.0                     | 77.9                     | 77.2                     | 70.7                     |
| ساعات سطوع الشمس الشهرية           | 155.9                    | 171.9                    | 203.1                    | 221.1                    | 276.5                    | 298.8                    | 337.6                    | 320.2                    | 237.9                    | 200.6                    | 153.3                    | 146.9                    | 2٬723٫9                  |
| المصدر: NOAA                       |                          |                          |                          |                          |                          |                          |                          |                          |                          |                          |                          |                          |                          |

## الديموغرافيا
في عهد الإمبراطور أغسطس، كانت روما أكبر مدينة في العالم حيث يبلغ عدد سكانها حوالي مليون شخص (حوالي حجم لندن في أوائل القرن التاسع عشر، عندما كانت لندن أكبر مدينة في العالم).
بعد سقوط الإمبراطورية الرومانية الغربية، انخفض عدد سكان المدينة بشكل كبير إلى أقل من 50,000 شخص، واستمرت في الركود أو الانكماش حتى عصر النهضة. انضمت المدينة إلى مملكة إيطاليا في عام 1870، حيث كان يبلغ عدد سكانها حوالي 200,000، والذي نما بشكل سريع إلى 600,000 بحلول عشية الحرب العالمية الأولى. حاول نظام موسوليني الفاشي كبح الزيادة الديموغرافية المفرطة في المدينة، لكنه فشل في منعها من الوصول إلى مليون شخص في أوائل الثلاثينيات من القرن الماضي. بعد الحرب العالمية الثانية، استمر النمو وساعد في ذلك الازدهار الاقتصادي ما بعد الحرب. خلقت طفرة البناء أيضًا عددًا كبيرًا من الضواحي خلال الخسمينيات والستينيات.
في منتصف عام 2010، كان هناك 2,754,440 مقيم في المدينة ذاتها، بينما عاش نحو 4,200,000 شخص في منطقة روما الكبرى (التي يمكن تحديدها تقريبًا بالمقاطعة الإدارية، ذات الكثافة السكانية بحوالي 800 نسمة/كم2 وتمتد على أكثر من 5000 كم2). يبلغ مجموع القاصرين (الأطفال الذين أعمارهم 18 عامًا أو أقل) 17% من السكان بينما المتقاعدون 20.76%. يقارن هذا مع المتوسط الإيطالي عند 18.06% (قصر) و19.94% (متقاعدين). متوسط عمر الرومان هو 43 بالمقارنة مع المتوسط الإيطالي عند 42. في السنوات الخمس بين 2002 و 2007، زاد عدد سكان روما بنحو 6.54% في حين نما تعداد سكان إيطاليا ككل بنسبة 3.56%. يبلغ معدل المواليد الحالي لروما 9.10 ولادة لكل 1000 من السكان بالمقارنة مع المتوسط الإيطالي عند 9.45 ولادة.

### المجموعات العرقية
وفقًا لآخر إحصاءات المعهد الوطني للإحصاءات  فإن ما يقرب من 9.5% من السكان هم من غير الإيطاليين. يأتي أغلب المهاجرين من أصول أوروبية مختلفة (خصوصًا الرومانيون والبولنديون والأوكرانيون والألبان) الذين يبلغ عددهم ما مجموعه 131,118 أو 4.7% من السكان، وتقريبًا نصف عدد المهاجرين الكلي. أما 4.8% المتبقية فهي من أصول غير أوروبية على رأسها الفلبينيون 26,933 والبنغاليون 12,154 والبيروفيون 10,530 والصينيون 10,283 وجنسيات أخرى.
تحولت منطقة إسكيلينو قبالة محطة قطار تيرميني إلى حي للمهاجرين وينظر إليها الآن على أنها الحي الصيني في روما، ولكن في الواقع فإن المهاجرين قادمون من أكثر من مائة دولة مختلفة وتزدحم بهم شوارعها وساحاتها. المنطقة مزدهرة تجاريًا حيث يضم الاسكيلينو عشرات المطاعم وتضم كافة المطابخ العالمية. هناك عدد لا يحصى من المتاجر لبيع الملابس بالجملة: من بين 1300 مبنى تجاري عامل في المنطقة هناك 800 مملوكة للصينيين ونحو 300 تدار من قبل مهاجرين من البلدان الأخرى من جميع أنحاء العالم بينما المملوكة من قبل الإيطاليين حوالي 200.
من أجل خدمة المجتمع المسلم المتنامي في العاصمة افتتح في عام 1995 أول مسجد في روما وهو أكبر مسجد في أوروبا.
يعيش مئات من الغجر الروما في مخيمات مقطورة غير مشروعة على مشارف المدينة. هناك عدد متزايد من الناس بلا مأوى في روما ومعظمهم من غير الإيطاليين وتقدر أعدادهم بنحو 7000.

### الدين

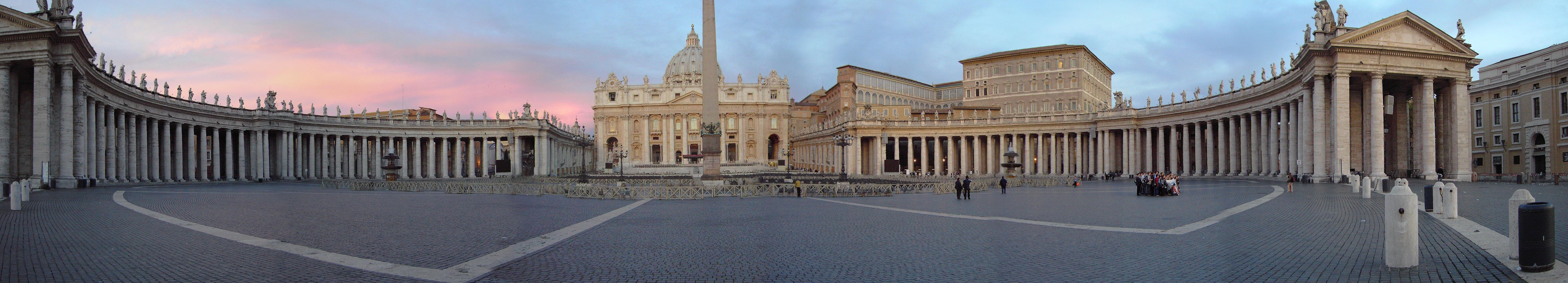
ساحة القديس بطرس في مدينة الفاتيكان.

غالبية سكان مدينة روما كما هو حال غالبية سكان إيطاليا، يتبعون الكنيسة الرومانية الكاثوليكية. كانت المدينة مركزًا مهمًا للدين والحج لعدة قرون، كما كانت قاعدة الديانة الرومانية القديمة مع بونتيفكس مكسيموس وبعد ذلك مقرًا للفاتيكان والبابوية الكاثوليكية. قبل وصول المسيحيين إلى روما كان الدين الروماني الدين الرئيسي للمدينة في العصور الكلاسيكية القديمة. أول الآلهة المقدسين لدى الرومان كانوا جوبيتر زعيم الآلهة ومارس إله الحرب ووالد مؤسسي روما التوأمين رومولوس ورموس وفقًا للتقاليد. كما تم تكريم آلهة أخرى مثل فستا ومنيرفا. كانت روما أيضًا قاعدة لطقوس غامضة عدة مثل الميثرانية. كان في روما في وقت لاحق، بعد وفاة القديسين بطرس وبولس في المدينة، أن بدأ المسيحيين الأوائل وأصبحت روما مسيحية وبنيت كنيسة القديس بطرس في 313 ميلادية. على الرغم من بعض الانقطاعات (مثل بابوية أفينيون)، ظلت روما طوال قرون منزل الكنيسة الكاثوليكية الرومانية وعرف أسقف روما باسم البابا.

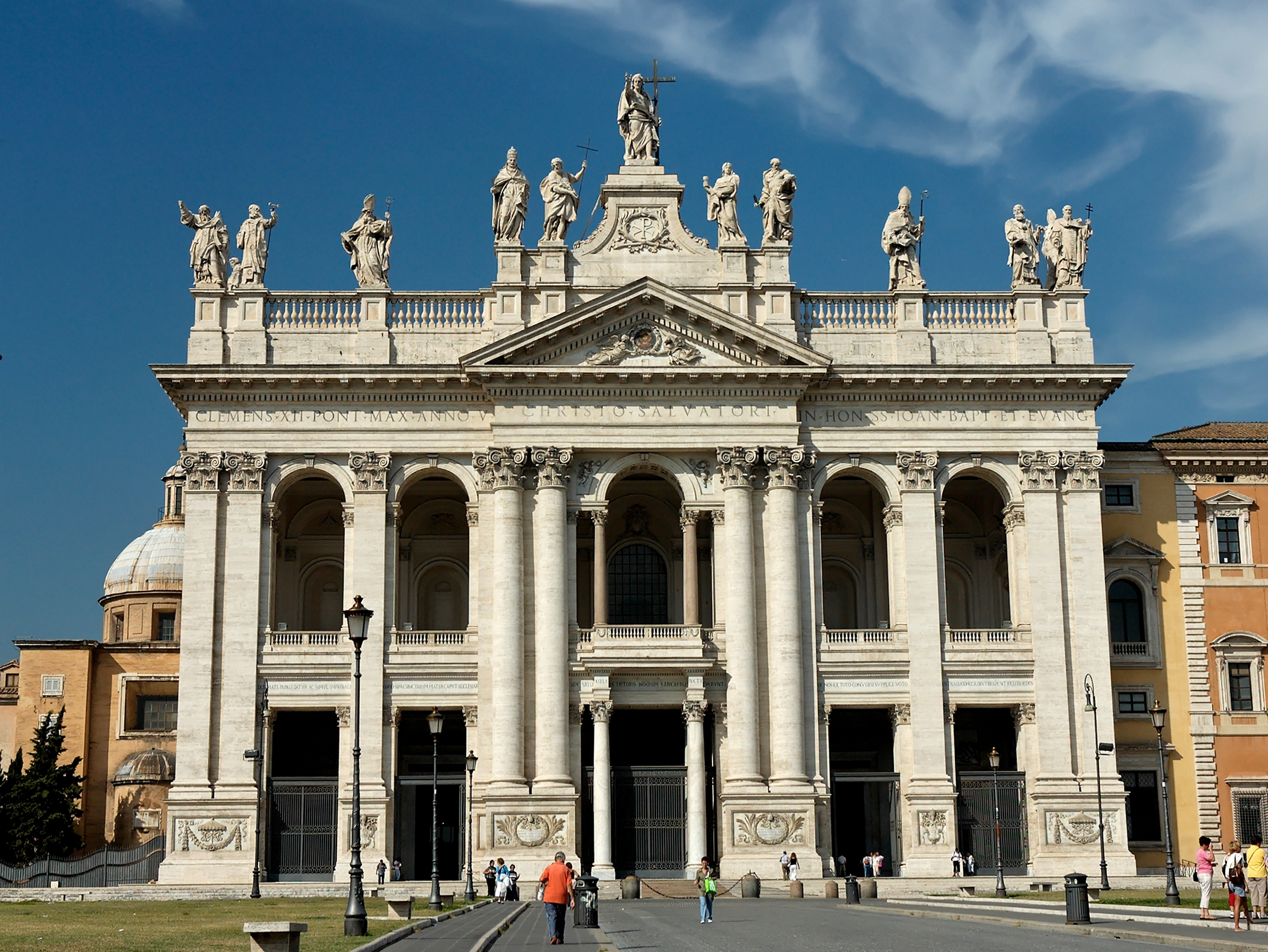
كاتدرائية القديس يوحنا اللاتراني، كاتدرائية روما.

على الرغم من أن روما تعد موطنًا لمدينة الفاتيكان وكاتدرائية القديس بطرس، إلا أن كاتدرائية روما هي كاتدرائية القديس يوحنا اللاتراني، والتي تقع إلى الجنوب الشرقي من وسط المدينة. هناك حوالي 900 كنيسة في روما في المجموع، عدا الكاتدرائية نفسها، من أهمها: كنيسة سانتا ماريا دي ماجيوري وكنيسة القديس بولس خارج الأسوار وكنيسة سان كليمنتي وسان كارلو ألي كواترو فونتاني وكنيسة جيسو. هناك أيضًا مقبرة قديمة تحت المدينة. توجد العديد من المؤسسات التعليمية الدينية عالية الأهمية في روما، مثل جامعة لاتران الحبرية ومعهد الكتاب المقدس البابوي والجامعة الغريغورية الحبرية والمعهد الشرقي البابوي.
أراضي مدينة الفاتيكان جزء من مونس فاتيكانوس، ومن حقول الفاتيكان السابقة المجاورة، حيث تم بناء كاتدرائية القديس بطرس والقصر الرسولي وكنيسة سيستينا والمتاحف إلى جانب غيرها من المباني المختلفة. كانت المنطقة جزءًا من ريوني بورجو الروماني حتى عام 1929. بعد أن انفصلت عن المدينة على الضفة الغربية لنهر التيبر، وكانت المنطقة نتوءًا من المدينة محمية بأسوار ليون الرابع والتي وسعت في وقت لاحق بجدران التحصين الحالية على يد بولس الثالث وبيوس الرابع وأوربان الثامن.

## المدن الصديقة
لدى روما اتفاقية توأمة مع مدينة واحدة فقط، وهي باريس عاصمة فرنسا، وذلك وفقاً للشعار:
Solo Parigi è degna di Roma; solo Roma è degna di Parigi. (بالإيطالية)
Seule Paris est digne de Rome; seule Rome est digne de Paris. (بالفرنسية)
باريس وحدها تستحق روما وروما وحدها تستحق باريس. أما هذه المدن فترتبط مع روما باتفاقيات صداقة وتعاون:
| - أتشاكاتشي ‏، بوليفيا - مدينة الجزائر، الجزائر - بكين، الصين - بلغراد، صربيا - برازيليا، البرازيل - بوينس آيرس، الأرجنتين - القاهرة، مصر - سينسيناتي، الولايات المتحدة - كييف، أوكرانيا - عين العرب، سوريا - كراكوف، بولندا - مدريد، إسبانيا | - ملتان، باكستان - نيودلهي، الهند - نيويورك، الولايات المتحدة - بلوفديف، بلغاريا - سول، كوريا الجنوبية - سيدني، أستراليا - تيرانا، ألبانيا - طهران، إيران - طوكيو، اليابان - تونغرين، بلجيكا - مدينة تونس، تونس - واشنطن العاصمة، الولايات المتحدة |

## اقرأ أيضا
- سنك تير
- تاريخ روما
- الدين في روما
- الفاتيكان
- أنجيرونا: الاسم السري لروما